# Schaatsen op de Olympische Winterspelen 2022 - Massastart vrouwen
De massastart vrouwen op de Olympische Winterspelen 2022 wordt op zaterdag 19 februari 2022 in de National Speed Skating Oval in Peking, China verreden. Titelverdediger was de Japanse Nana Takagi.

## Tijdschema
| Datum       | Lokale tijd | MET   | Ronde         |
| ----------- | ----------- | ----- | ------------- |
| 19 februari | 15:45       | 08:45 | Halve finales |
| 19 februari | 17:00       | 10:00 | Finale        |

## Uitslag
De uitslag is afhankelijk van het aantal punten dat een rijdster verdient. Per tussensprint krijgt de eerste 3 punten, de tweede 2 punten, de derde 1 punt. De eindsprint is doorslaggevend, want de winnares krijgt 60 punten, de tweede 40, de derde 20, de vierde 10, de vijfde 6 en de zesde 3 punten. Hebben rijdsters eenzelfde aantal punten, dan wordt gekeken naar de volgorde (in tijd) aan de eindstreep.

### Halve finale 1
| Rang | Naam                           | Land             | Ronden | Spr. 1 | Spr. 2 | Spr. 3 | Eindsprint | Punten | Tijd    |
| ---- | ------------------------------ | ---------------- | ------ | ------ | ------ | ------ | ---------- | ------ | ------- |
| 1    | Ivanie Blondin                 | Canada           | 16     | 2      |        | 3      | 60         | 65     | 8:28,68 |
| 2    | Ayano Sato                     | Japan            | 16     |        |        |        | 40         | 40     | 8:28,77 |
| 3    | Li Qishi                       | China            | 16     | 3      |        |        | 20         | 23     | 8:29,01 |
| 4    | Mia Kilburg-Manganello         | Verenigde Staten | 16     |        |        |        | 10         | 10     | 8:29,93 |
| 5    | Marijke Groenewoud             | Nederland        | 16     |        | 3      |        | 6          | 9      | 8:30,92 |
| 6    | Magdalena Czyszczoń            | Polen            | 16     |        | 2      | 2      |            | 4      | 8:31,77 |
| 7    | Claudia Pechstein              | Duitsland        | 16     |        |        |        | 3          | 3      | 8:30,99 |
| 8    | Marina Zoejeva                 | Wit-Rusland      | 16     |        | 1      | 1      |            | 2      | 8:31,54 |
| 9    | Jelizaveta Goloebeva           | Russische ploeg  | 16     | 1      |        |        |            | 1      | 8:53,99 |
| 10   | Nadja Wenger                   | Zwitserland      | 16     |        |        |        |            | 0      | 8:31,50 |
| 11   | Laura Gómez                    | Colombia         | 16     |        |        |        |            | 0      | 8:31,66 |
| 12   | Sofie Karoline Haugen          | Noorwegen        | 16     |        |        |        |            |        | 8:33,77 |
| 13   | Park Ji-woo                    | Zuid-Korea       | 16     |        |        |        |            |        | 8:53,64 |
| 14   | Maria Victoria Rodriguez Lopez | Argentinië       | 9      |        |        | x      | x          | 0      | 5:24,53 |

Jelizaveta Goloebeva is door de jury toegelaten tot de finale.

### Halve finale 2
| Rang | Naam                   | Land             | Ronden | Spr. 1 | Spr. 2 | Spr. 3 | Eindsprint | Punten | Tijd     |
| ---- | ---------------------- | ---------------- | ------ | ------ | ------ | ------ | ---------- | ------ | -------- |
| 1    | Francesca Lollobrigida | Italië           | 16     | 2      |        |        | 60         | 62     | 8:34,19  |
| 2    | Kim Bo-reum            | Zuid-Korea       | 16     |        |        |        | 40         | 40     | 8:34,23  |
| 3    | Guo Dan                | China            | 16     |        | 1      |        | 20         | 21     | 8:34,39  |
| 4    | Irene Schouten         | Nederland        | 16     | 3      |        |        | 10         | 13     | 8:34,43  |
| 5    | Karolina Bosiek        | Polen            | 16     |        |        |        | 6          | 6      | 8:34,442 |
| 6    | Giorgia Birkeland      | Verenigde Staten | 16     |        |        |        | 3          | 3      | 8:34,446 |
| 7    | Valérie Maltais        | Canada           | 16     |        | 3      |        |            | 3      | 8:35,47  |
| 8    | Nadezjda Morozova      | Kazachstan       | 16     |        |        | 3      |            | 3      | 8:42,23  |
| 9    | Jevgenia Vorobjova     | Wit-Rusland      | 16     |        |        | 2      |            | 2      | 8:43,65  |
| 10   | Jelena Sochrjakova     | Russische ploeg  | 16     | 1      |        | 1      |            | 2      | 8:45,00  |
| 11   | Michelle Uhrig         | Duitsland        | 16     |        | 2      |        |            | 2      | 9:02,52  |
| 12   | Sandrine Tas           | België           | 16     |        |        |        |            |        | 8:37,77  |
| 13   | Marit Fjellanger Bøhm  | Noorwegen        | 16     |        |        |        |            |        | 8:42,28  |
| 14   | Nana Takagi            | Japan            | 16     |        |        |        |            |        | 9:10,03  |

Nikola Zdráhalová uit  Tsjechië heeft zich voor de wedstrijd teruggetrokken.

### Finale
| Rang   | Naam                   | Land             | Ronden | Spr. 1 | Spr. 2 | Spr. 3 | Eindsprint | Punten | Tijd    |
| ------ | ---------------------- | ---------------- | ------ | ------ | ------ | ------ | ---------- | ------ | ------- |
| Goud   | Irene Schouten         | Nederland        | 16     |        |        |        | 60         | 60     | 8:14,73 |
| Zilver | Ivanie Blondin         | Canada           | 16     |        |        |        | 40         | 40     | 8:14,79 |
| Brons  | Francesca Lollobrigida | Italië           | 16     |        |        |        | 20         | 20     | 8:14,98 |
| 4      | Mia Kilburg-Manganello | Verenigde Staten | 16     |        |        |        | 10         | 10     | 8:16,15 |
| 5      | Kim Bo-reum            | Zuid-Korea       | 16     |        |        |        | 6          | 6      | 8:16,81 |
| 6      | Valérie Maltais        | Canada           | 16     | 3      | 3      |        |            | 6      | 8:20,46 |
| 7      | Marina Zoejeva         | Wit-Rusland      | 16     | 2      |        | 2      |            | 4      | 8:20,10 |
| 8      | Ayano Sato             | Japan            | 16     |        |        |        | 3          | 3      | 8:16,94 |
| 9      | Claudia Pechstein      | Duitsland        | 16     |        |        | 3      |            | 3      | 8:25,78 |
| 10     | Magdalena Czyszczoń    | Polen            | 16     | 1      |        | 1      |            | 2      | 8:21,07 |
| 11     | Marijke Groenewoud     | Nederland        | 16     |        | 1      |        |            | 1      | 9:12,86 |
| 12     | Giorgia Birkeland      | Verenigde Staten | 16     |        |        |        |            | 0      | 8:18,10 |
| 13     | Guo Dan                | China            | 16     |        |        |        |            | 0      | 8:18,61 |
| 14     | Nadezjda Morozova      | Kazachstan       | 16     |        |        |        |            | 0      | 8:21,05 |
| 15     | Jelizaveta Goloebeva   | Russische ploeg  | 15     |        |        |        |            | 0      | 7:50,24 |
| DQ     | Karolina Bosiek        | Polen            |        |        |        |        |            |        | DQ      |
| DQ     | Li Qishi               | China            |        |        | 2      |        |            | 0      | DQ      |

DQ = Gediskwalificeerd

## IJs- en klimaatcondities
| Tijd             | 15:45     | 16:09     | 17:00     | 17:09     |
| Luchttemperatuur | 18,3°C    | 18,3°C    | 18,6°C    | 18,6°C    |
| IJstemperatuur   | -8,8°C    | -8,9°C    | -8,7°C    | -8,7°C    |
| Luchtvochtigheid | 20 %      | 20 %      | 22 %      | 21 %      |
| Luchtdruk        | 1.026 hPa | 1.026 hPa | 1.026 hPa | 1.026 hPa |